# Jeong Do-jeon
Jeong Do-jeon (hangeul : 정도전 ; hanja : 鄭道傳, 1342 - 1398) était l'aristocrate le plus puissant du début de la période de Joseon en Corée et le conseiller principal de Taejo le premier roi de Joseon. Après l'accession au trône de ce dernier, c'est Jeong Do-jeon qui  s'occupait de toutes les affaires de l'état. Il est ainsi considéré comme le père fondateur de cette dynastie qui perdurera jusqu'au XXe siècle. Il était également un philosophe néoconfucéen influent. Son nom de plume était Sambong (hangeul : 삼봉 ; hanja : 三峰, « les trois pics »). Il est né à Yeongju dans le sud-est du pays et mort à Séoul le 26 août 1398.

## Biographie
Jeong est le fils ainé d'un haut fonctionnaire. Celui-ci lui a donné le nom de Do-jeon, « celui qui montre la voie », témoignant ainsi de ses grandes aspirations envers son fils. Jeong Do-Jeon suit tout d'abord les enseignements de Yi Saek, un philosophe néoconfucéen réputé. Il excelle en géographie, en droit et en stratégie militaire puis passe son concours d'entrée à la fonction publique en 1362.
Cependant, il manque de reconnaissance, d'une part parce que sa mère n'était pas issue de la haute société et d'autre part à cause de son opposition à la politique du régime de Goryeo, en particulier concernant le maintien des liens avec la Chine. En conséquence, il doit s'exiler à Naju où il vit d'enseignement et d'agriculture. C'est là qu'il se rend compte des souffrances du peuple et qu'il devient le chef d'état-major de Yi Seong-gye. Ensemble, ils vont parvenir à renverser le gouvernement de Goryeo et à fonder une nouvelle dynastie en 1392, celle de Joseon. Yi Seong-gye prend alors le nom de Taejo.
Jeong organise le transfert de la capitale de Kaesong à Séoul. Il transforme radicalement l'organisation de l'état. Alors que le gouvernement de Goryeo ne consistait qu'en une juxtaposition de pouvoir et était basé sur le bouddhisme, Jeong établit un état confucéen construit sur trois piliers : le roi, le gouvernement et le peuple, laissant à ce dernier un pouvoir de contrôle sur le roi. Il codifie ces relations dans le « Joseon Gyeonggukjeon » (le code administratif de Joseon), un document qui servira de constitution à la dynastie tout au long de son existence. 
Après sept années au pouvoir, Jeong est tué par les troupes de Yi Bang-won qui voulaient établir une monarchie absolue et rejetaient ses idées démocratiques.

## Œuvres
- Sambong jip (삼봉집, 三峰集)
- Joseon Gyeonggukjeon (조선경국전, 朝鮮經國典), le code administratif de Joseon
- Daemyeongryul joseoneohae (대명률조선어해, 大明律朝鮮語解)
- Gyeongjemungam (경제문감, 經濟文鑑)